# Димитър Азманов
Димитър Петров Азманов е български офицер (полковник) и военен историк.
Той е началник-щаб на 12-а пехотна дивизия по време на Междусъюзническата война (1913), началник-щаб на 10-а пехотна беломорска дивизия, след което командир на 12-и пехотен балкански полк по време на Първата световна война (1915 – 1918). 

## Биография
Димитър Азманов е роден на 26 август 1879 година в Стара Загора. На 2 септември 1894 година постъпва във Военното училище в София, което завършва с 19-и випуск през септември 1898 година, след което е зачислен в 6-и артилерийски полк в Сливен. През 1899 е произведен в чин подпоручик. През 1900 - 1904 година служи в планинската артилерия в Берковица, след което е уволнен дисциплинарно. Постъпва отново на служба и през 1904-1906 година служи в Самоков.
През 1906 година, като поручик от 8-и артилерийски полк е командирован за обучение в Николаевската академия на генералния щаб в Санкт Петербург, която завършва през 1909 година. През 1911 година преподава във Военното училище. През 1910-1911 година заедно с Александър Ганчев публикува сборника „Тактически задачи“, който се определя като пръв по своя вид в България и предизвиква интерес във военните среди.

### Балкански войни (1912 – 1913)
По време на Балканската (1912 – 1913) капитан Азманов е началник-щаб на Трета бригада на 9-а пехотна дивизия, а по-късно - началник на щаба на Северния отдел на Източния сектор при обсадата на Одрин.
По време на Междусъюзническата война (1913) е началник-щаб на 12-а пехотна дивизия. След войната служи и като военен аташе в Белград.

### Първа световна война (1915 – 1918)
В Първата световна война (1915 – 1918) Димитър Азманов е офицер за специални поръчки при Щаба на Първа армия, командир на дружина в 16-и пехотен полк, военен аташе в Цариград, началник-щаб на 10-а пехотна беломорска дивизия, командир на 30-и шейновски пехотен полк, след което - командир на 12-и пехотен балкански полк.

## Военни звания
- Подпоручик (1899)
- Поручик (1903)
- Капитан (15 август 1907)
- Майор (18 май 1913)
- Подполковник (30 май 1916)
- Полковник (30 май 1918)

## Награди
- Военен орден „За храброст“ IV степен, 1 клас
- Княжеский орден „Св. Александър“ IV степен с мечове по средата
- Народен орден „За военна заслуга“ IV степен с военно отличие